# Mezőkirályfalva község
Mezőkirályfalva község (románul: Comuna Crăiești) község Maros megyében, Romániában. Központja Mezőkirályfalva, beosztott falvai Kisnyulas, Kisnyulasi Néma, Lefája.

## Népessége
A 2011-es népszámlálás adatai alapján a község népessége 924 fő volt.